# Mason (Michigan, Ingham megye)
Mason település az Amerikai Egyesült Államok Michigan államában, Ingham megyében, melynek megyeszékhelye is. Lakosainak száma 8283 fő (2020. április 1.).

## Népesség
A település népességének változása:

| 2010 | 8 252 |
| 2020 | 8 283 |